# Deutsche Model United Nations
Deutsche Model United Nations e. V. (DMUN e. V.) setzt sich für politische Partizipation von Jugendlichen ein. DMUN e. V. ist der größte Veranstalter von deutschsprachigen Model-United-Nations-Konferenzen zur politischen Jugendbildung und verfügt als offiziell anerkannte Nichtregierungsorganisation über den „Special Consultative Status to the ECOSOC“.

## Projekte
Bei Model-United-Nations-Konferenzen simulieren Schüler und Studenten eine realitätsnahe Konferenz der Vereinten Nationen. Die Teilnehmenden übernehmen hierbei die Rolle von Delegierten eines Staates, einer Nichtregierungsorganisation oder berichten als „Journalisten“ in einer simulierten internationalen Presse. Sie erlernen dabei Entscheidungsprozesse der Vereinten Nationen, setzen sich mit fremden Ländern und Kulturen auseinander und erarbeiten aktuelle Themen der
internationalen Politik aus verschiedenen Blickwinkeln.

### Model United Nations Baden-Württemberg
Seit 2002 findet Model United Nations Baden-Württemberg (MUNBW) jährlich im Frühjahr in Stuttgart statt. Es kam zu mehrmaligen Standortwechseln. Von 2004 bis 2014 fand MUNBW im „Haus der Wirtschaft Baden-Württemberg“ statt, in den folgenden drei Jahren in der Liederhalle. 2018 wechselte MUNBW in den Landtag von Baden-Württemberg. Seit 2019 wird MUNBW im Hospitalhof in Stuttgart veranstaltet. Im Laufe der Zeit wuchs das Projekt, sodass mittlerweile über 500 Jugendliche an einer Konferenz beteiligt sind. Die Konferenzsprache ist – wie bei allen DMUN-Konferenzen – Deutsch.

### Model United Nations Schleswig-Holstein
Model United Nations Schleswig-Holstein findet seit 2005 im
Landeshaus Kiel in den Räumen des Schleswig-Holsteinischen Landtags statt. Unter der Schirmherrschaft des Landtagspräsidenten kommen jährlich über 500 Jugendliche aus ganz Europa zusammen. Eine Besonderheit bei MUN-SH ist ein Fernsehteam, das in einer täglichen Nachrichtensendung über die Konferenz berichtet. 2019 wurden die Fernsehnachrichten und Printpresse um eine Onlinepresse ergänzt. Im gleichen Jahr wurde MUN-SH für den vom Landtag Schleswig-Holstein gestiftete Demokratiepreis für besondere Verdienste um die freiheitlich-demokratische Grundordnung nominiert und erhielt den Demokratiepreis von Landtagspräsident Klaus Schlie im November 2019.

### Model United Nations Brandenburg
Model United Nations Brandenburg fand als jüngstes DMUN-Projekt das erste Mal im August 2019 im Landtag Brandenburg zu Potsdam statt. Schirmherrin der Konferenz, bei der rund 280 Schüler teilgenommen haben, war die Präsidentin des Landtags, Britta Stark.

### CampusMUN
CampusMUN hat erstmals 2012 in Konstanz und letztmals 2013 in Heidelberg stattgefunden. Die Konferenz richtete sich an rund 150 Studierende. Anders als für universitäre MUN-Konferenzen üblich war auch bei CampusMUN die Konferenzsprache Deutsch.

### Bildungsbaustein Vereinte Nationen
Neben der Veranstaltung von MUN-Konferenzen, organisiert DMUN e. V. mit dem Bildungsbaustein Vereinte Nationen, kurz BBVN, ein Projekt zur politischen Bildung für Jugendliche ab Klassenstufe 9. Es besteht die Möglichkeit aus vier verschiedenen Modulen zu wählen.

## Politische Arbeit
In seiner politischen Arbeit konzentriert sich DMUN e. V. auf die
Schwerpunkte politische Partizipation von Jugendlichen sowie
nachhaltige Entwicklung. In diesem Zusammenhang war DMUN e. V. Mitglied
der Initiative "Road to Rio+20" und engagiert sich aktuell aktiv in
der "Global Coalition for Sustainable Development". Sowohl MUNBW als
auch MUN-SH sind Projekte der "Dekade der Vereinten Nationen zur
Bildung für nachhaltige Entwicklung (2005-2014)" der UNESCO.
DMUN e. V. ist als Nichtregierungsorganisation beim Department of Public Information der Vereinten Nationen akkreditiert. Zudem verfügt DMUN e. V. über den "speziellen Beraterstatus" beim Wirtschafts- und Sozialrat der Vereinten Nationen.
Die erarbeiteten Ergebnisse der simulierten Konferenzen werden bei den
echten Vereinten Nationen, zuletzt bei der 64. jährlichen Konferenz
der UNO-Hauptabteilung für Presse und Information (UN
DPI) eingebracht.
Sowohl DMUN e. V. als auch die organisierten Projekte sind Teil des
Jungen UNO-Netzwerks Deutschland.

## Nachweise
1. ↑  DMUN e. V. Akkreditierungseintrag bei den Vereinten Nationen
2. ↑  Das ist MUNBW. MUNBW, abgerufen am 16. Oktober 2017.
3. ↑  Veranstaltungsort MUNBW 2020. Archiviert vom Original (nicht mehr online verfügbar); abgerufen am 29. September 2020.
4. ↑  Die konferenzeigene Presse. Abgerufen am 29. September 2020.
5. ↑  NDR: Bürgerpreis würdigt integrative Sportprojekte. Abgerufen am 29. September 2020.
6. ↑  „Vorbilder für ehrenamtliches Engagement“. Abgerufen am 29. September 2020.
7. ↑  Was ist MUNBB? | Model United Nations Brandenburg. Abgerufen am 10. Oktober 2018.
8. ↑  Bildungsbaustein Vereinte Nationen. Abgerufen am 29. September 2020.
9. ↑  UN-Dekade für Bildung für nachhaltige Entwicklung (Memento vom 31. Oktober 2012 im Internet Archive)
10. ↑  Pressemitteilung der Vereinten Nationen zur Zulassung DMUN e. V. als NGO
11. ↑  Report der Vereinten Nationen zur 64. UN DPI Konferenz (PDF; 2,3 MB)